# パラシュ
パラシュ（サンスクリット: paraśu  Parashu）とは、片手、または両手で使用出来る戦斧を意味するサンスクリット語である。

## 概要
スパイクが付いた両刃または片刃の構造をしている。長さは通常3〜5フィート（およそ1〜1.5m）程のものが多いが、7フィート(およそ2m)もの長さのものもある。

通常、パラシュは鉄やウーツ鋼で作られており、刃先は柄に取り付けられている刃よりも幅が広くなっている。柄は、握りを良くするために皮布で結ばれていることが多い。

## ヒンドゥー教では
インド神話のマハーバーラタ叙事詩、ラーマーヤナ叙事詩、アグニプラーナなどに登場する聖仙パラシュラーマの由来は「斧をもつラーマ」の意である。

彼の持つパラシュは元は破壊神シヴァの所有物であったが、シヴァは弟子であるパラシュラーマの武勇を讃え彼にパラシュを与えた。パラシュは片手斧であり、形も絵画によっては持ち手が細く長いものであったり、また持ち手の小さい重厚な斧であったりもする。
パラシュラーマは、父の所有物であった所有者の願いを叶える牡牛カーマデーヌを盗んだ千本の腕をもつ魔王カールタヴィーリヤ・アルジュナを、彼の首と全ての腕をこの斧で斬り刻むことで退治している。
また叙事詩内ではパラシュラーマが島を作り出す際にパラシュを海に投げ捨てたため、それ以降パラシュラーマはパラシュを所持していない。